# رانیوال (شورای اتحادیه)
رانیوال (به انگلیسی: Raniwal) یک منطقهٔ مسکونی در پاکستان است که در خیبر پختونخوا واقع شده‌است.